# Keita Hidaka
Keita Hidaka (日髙 慶太 Hidaka Keita?, nacido el 19 de febrero de 1990 en Tokio) es un futbolista japonés que se desempeña como centrocampista.

## Trayectoria

### Clubes
| Club                      | País  | Año         |
| ------------------------- | ----- | ----------- |
| Montedio Yamagata         | Japón | 2012 - 2015 |
| FC Machida Zelvia         | Japón | 2013        |
| Blaublitz Akita           | Japón | 2016 - 2018 |
| Vanraure Hachinohe        | Japón | 2019        |
| Tokyo United FC           | Japón | 2020        |
| Tōkyō Musashino United FC | Japón | 2021        |
| FC Osaka                  | Japón | 2021 -      |

## Estadística de carrera

### J. League
| Club              | Año   | J. League | J. League | Copa J. League | Copa J. League | Total | Total |
| Club              | Año   | Part.     | Goles     | Part.          | Goles          | Part. | Goles |
| ----------------- | ----- | --------- | --------- | -------------- | -------------- | ----- | ----- |
| Montedio Yamagata | 2012  | 0         | 0         | -              | -              | 0     | 0     |
| Montedio Yamagata | 2013  | 0         | 0         | -              | -              | 0     | 0     |
| Montedio Yamagata | 2014  | 1         | 0         | -              | -              | 1     | 0     |
| Montedio Yamagata | 2015  | 0         | 0         | 5              | 0              | 5     | 0     |
| Blaublitz Akita   | 2016  | 29        | 2         | -              | -              | 29    | 2     |
| Blaublitz Akita   | 2017  | 15        | 1         | -              | -              | 15    | 1     |
| Total             | Total | 45        | 3         | 5              | 0              | 50    | 3     |